# Power Play (Zeitschrift)
Die Power Play war neben der ASM eine der ersten deutschsprachigen Computerspiele-Zeitschriften. Sie erschien von 1987 bis 2000 und war zeitweise marktführend in ihrem Segment.
Sie ist nicht zu verwechseln mit der Zeitschrift PC PowerPlay, welche von Ende 2004 bis Oktober 2007 erschien. Von 2012 bis 2013 gab es mit der CHIP Power Play eine Neuauflage des Magazins, an der zahlreiche ehemalige Redakteure des Originals beteiligt waren. Anfang 2014 wurde eine rein digitale Ausgabe der Power Play für Tablets angekündigt. Zu einer Umsetzung ist es jedoch nicht gekommen.

## Geschichte
Die Power Play entstand aus dem Spieleteil der Happy Computer und erschien nach einigen Sonderheften ab Ende 1988 als regelmäßige monatliche Beilage. Ab Anfang 1990 wurde die Power Play schließlich als eigenständiges Magazin veröffentlicht. Wie auch die Happy Computer wurde sie vom Markt & Technik Verlag in Haar bei München verlegt, wo sich auch die Redaktionsräume befanden. Erster Chefredakteur war Heinrich Lenhardt, zur Redaktion gehörten unter anderem Boris Schneider, Martin Gaksch und Anatol Locker, die auch an der Konzeption des Hefts maßgeblich mitgewirkt hatten. Später stießen unter anderem Michael Hengst, Knut Gollert, Winnie Forster und Richard Eisenmenger hinzu.
Bis zum Jahr 1993 erschien der von Rolf Boyke gezeichnete Fortsetzungscomic Starkiller in der Zeitschrift. Boyke war zudem auch als Layouter für die Zeitschrift tätig.
Die Power Play brachte in unregelmäßigen Abständen auch einige Sonderhefte heraus. Unter anderem waren dies Power Play PC (nur Tests von PC-Spielen, als Beilage eine 5,25-Zoll-Diskette mit Demos oder z. B. der Vollversion des Spiels Atomino), Tipps&Tricks-Sonderhefte oder eine Sonderausgabe zu den besten Spielen. Auch Bücher wie Die Mogel-Spiele-Power (1994) erschienen mit dem Power Play-Label beim Hausverlag Markt & Technik.
Ab 1991 erschien mit der Video Games eine Schwesterzeitschrift ebenfalls im selben Verlag, die sich jedoch ausschließlich auf Software für Spielkonsolen beschränkte. Umgekehrt entwickelte sich die Power Play, die anfangs noch als Multiformatheft sowohl über PC-Spiele als auch über solche für Konsolen, Heimcomputer und Arcade-Automaten berichtet hatte, im Laufe der Zeit zu einem reinen PC-Heft. Der endgültige Schritt in dieser Hinsicht vollzog sich in Ausgabe 12/1994, als in der Rubrik der Leserbriefe die Konzentration auf PCs bekannt gegeben wurde und der Schriftzug „Jetzt 100% PC“ auf dem Cover prangte.
In den frühen 1990er-Jahren verließen zahlreiche Redakteure den Verlag und machten sich teilweise mit eigenen Zeitschriften selbständig: Heinrich Lenhardt und Boris Schneider gründeten im Jahr 1992 die PC Player, Winnie Forster, Martin Gaksch und Andreas Knauf riefen 1993 die MAN!AC ins Leben. Auch nach dem Weggang großer Teile der ursprünglichen Redaktion begannen noch mehrere bekannte Fachjournalisten ihre Laufbahn bei der Power Play, unter anderem Stephan Freundorfer.
1995 wurde die komplette August-Ausgabe von der Münchner Staatsanwaltschaft beschlagnahmt und vernichtet, da sich im Heft Werbung für damals indizierte Spiele befand. Dem WEKA-Verlag, zu dem die Power Play gehörte, entstand dadurch ein Verlust im sechsstelligen D-Mark Bereich.
In der zweiten Hälfte der 1990er Jahre geriet die Power Play angesichts starker Konkurrenz und verlagsinterner Probleme zunehmend unter Druck, so dass der WEKA-Verlag das Heft im Sommer 1999 an den Future Verlag verkaufte. Nach einem Relaunch erschien im April 2000 die letzte Ausgabe. Das Objekt wurde danach noch bis zum Ende des Future-Verlags als Online-Magazin weitergeführt.

## Chip Power Play
Der Chip-Communications-Verlag verfasste Ende 2012 ein Sonderheft zu Ehren des 25. Geburtstags der Power Play. Es trägt den Titel Chip Power Play, entstand unter der Leitung von Heinrich Lenhardt und beinhaltet zeitgenössische Artikel früherer Power-Play-Redakteure, sowie Beiträge weiterer Verfasser. Zu den Autoren gehören Heinrich Lenhardt, Winnie Forster, Anatol Locker, Michael Hengst, Jörg Langer, Roland Austinat, Harald Fränkel, Denis Brown und Stephan Freundorfer. Heftinhalt und beiliegende DVD bezogen sich gleichermaßen auf aktuelle und vergangene Spielethemen.
Ermutigt durch den Erfolg dieser Sonderausgabe, ließ Chip Communications die Zeitschrift als vierteljährliche Line Extension seines Flaggschiffs CHIP wieder aufleben. Von der im November 2012 veröffentlichten Sonderausgabe hatte der Verlag nach Angaben von Andreas Laube, Leitung Vertrieb und Produktmanagement bei Chip, rund 15.000 Exemplare verkauft. Viele Leser äußerten Laube zufolge in Leserbriefen den Wunsch nach einer Fortsetzung. Die erste reguläre Ausgabe von Chip Power Play erschien am 22. Mai 2013. Bereits nach vier Ausgaben wurde die Zeitschrift wieder eingestellt, das letzte Heft erschien November 2013.